# Сант'Агата (Арецо)
Сант'Агата је насеље у Италији у округу Арецо, региону Тоскана.
Према процени из 2011. у насељу је живело 40 становника. Насеље се налази на надморској висини од 259 м.